# Sovrani del Belgio

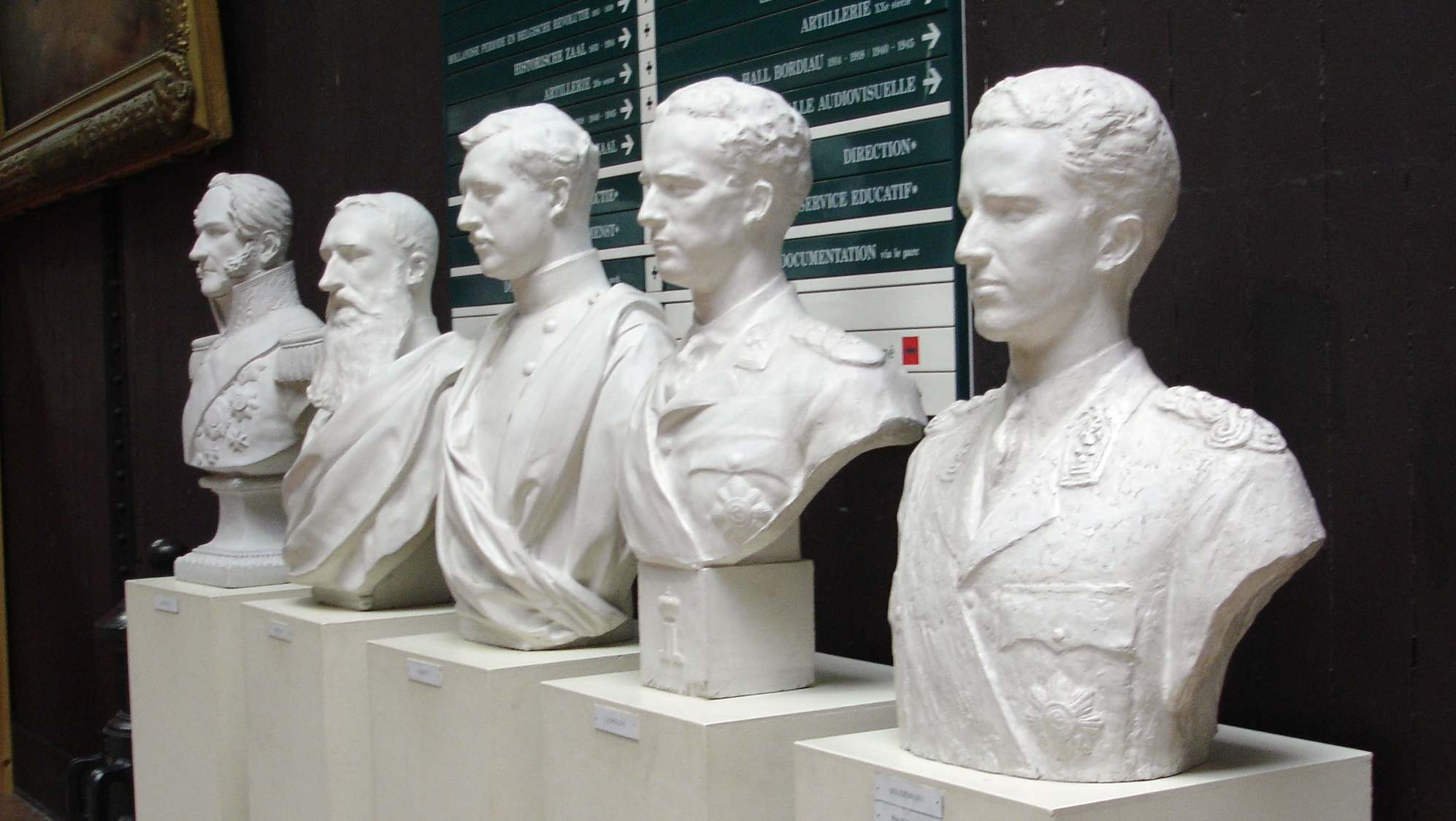
Busti dei primi cinque Re dei Belgi

Il titolo ufficiale del sovrano del Belgio non è Re del Belgio bensì Re dei Belgi. Questa dizione ha lo scopo storico di ammantare di un carattere popolare e democratico la Corona, legata alla volontà nazionale del popolo del Belgio, conformemente ai princìpi della rivoluzione liberale che diede vita allo Stato nel 1830 in contrapposizione all'assolutismo olandese. Si noti come, similmente, Re Luigi Filippo venne proclamato nello stesso anno "Re dei Francesi" e non, come da tradizione, "Re di Francia" ed allo stesso modo i monarchi greci, a partire dal 1832, assunsero il titolo di "Re degli Elleni", volendo con ciò indicare un collegamento personale con il popolo piuttosto che con lo Stato.
Si deve anche notare che il Belgio è l'unica attuale monarchia europea che non applica la legge dell'immediato passaggio al potere, semplificata nel detto popolare: "Il re è morto, lunga vita al Re!". Secondo la costituzione belga, infatti, il re accede al trono quando presta il giuramento costituzionale: ad esempio re Alberto II non è diventato monarca il 31 luglio 1993 (giorno in cui morì suo fratello re Baldovino), ma il 9 agosto dello stesso anno (quando giurò); in tutte le altre monarchie odierne il monarca diventa tale nel momento in cui il suo predecessore muore o abdica. Nel 2013 Filippo giurò lo stesso giorno dell'abdicazione del padre, il 21 luglio, in uno spazio di soli 90 minuti.
Il Belgio ha tre lingue ufficiali, delle quali olandese e francese sono le più importanti. Molti re e membri della famiglia reale sono dunque noti con due nomi, uno olandese e uno francese: ad esempio Filippo del Belgio è chiamato Philippe in francese e Filip in olandese; il quinto re dei Belgi fu Baudouin in francese e Boudewijn in olandese; i tre re che sono noti come Léopold in francese, sono conosciuti ai belgi di lingua olandese come Leopold (senza accento). In tedesco, la terza lingua ufficiale del Belgio, i re vengono di solito indicati con il loro nome francese.

## Sassonia-Coburgo-Gotha (1831-attuale)
In Belgio i re sono conosciuti ufficialmente con un ordinale che segue il nome, salvo quando sono i primi ad usarlo.
Così re Baldovino non deve essere chiamato Baldovino I ma soltanto Baldovino; sarà indicato come Baldovino I solo al momento dell'eventuale ascesa al trono di un Baldovino II.
| Sovrano | Sovrano                                 | Nascita                   | Regno             | Regno                                              | Morte                                  | Matrimoni                                                                                    | Note | # |
| Sovrano | Sovrano                                 | Nascita                   | Inizio            | Fine                                               | Morte                                  | Matrimoni                                                                                    | Note | # |
| ------- | --------------------------------------- | ------------------------- | ----------------- | -------------------------------------------------- | -------------------------------------- | -------------------------------------------------------------------------------------------- | --- | - |
|         | Érasme-Louis Surlet de Chokier Reggente | 27 novembre 1769 Liegi    | 25 febbraio 1831  | 21 luglio 1831 (146 giorni)                        | 7 agosto 1839 Gingelom                 |                                                                                              | Scelto dal Congresso nazionale | — |
|         | Leopoldo I                              | 16 dicembre 1790 Coburgo  | 21 luglio 1831    | 10 dicembre 1865 (34 anni, 142 giorni)             | 10 dicembre 1865 Laeken                | (1) Carlotta di Gran Bretagna nessun figlio (2) Luisa Maria d'Orléans tre figli e una figlia | Eletto dal Congresso nazionale | 1 |
|         | Leopoldo II                             | 9 aprile 1835 Bruxelles   | 17 dicembre 1865  | 17 dicembre 1909 (44 anni, 0 giorni)               | 17 dicembre 1909 Laeken                | Maria Enrichetta d'Austria un figlio e tre figlie                                            | Figlio di Leopoldo I | 2 |
|         | Alberto I                               | 8 aprile 1875 Bruxelles   | 23 dicembre 1909  | 17 febbraio 1934 (24 anni, 56 giorni)              | 17 febbraio 1934 Marche-les-Dames      | Elisabetta in Baviera due figli e una figlia                                                 | Nipote di Leopoldo I; Leopoldo II è lo zio di Alberto I; Figlio cadetto del principe Filippo del Belgio (fratello di Leopoldo II), conte di Fiandra e della principessa Maria di Hohenzollern-Sigmaringen | 3 |
|         | Leopoldo III                            | 3 novembre 1901 Bruxelles | 23 febbraio 1934  | 16 luglio 1951 (abdicazione) (17 anni, 143 giorni) | 25 settembre 1983 Woluwe-Saint-Lambert | (1) Astrid di Svezia due figli e una figlia (2) Mary Lilian Baels un figlio e due figlie     | Figlio di Alberto I | 4 |
|         | Carlo Teodoro Reggente                  | 10 ottobre 1903 Bruxelles | 20 settembre 1944 | 20 luglio 1950 (5 anni, 303 giorni)                | 1º giugno 1983 Raversijde              | Jacqueline Peyrebrune nessun figlio                                                          | Figlio di Alberto I / fratello di Leopoldo III | - |
|         | Baldovino                               | 7 settembre 1930 Laeken   | 17 luglio 1951    | 31 luglio 1993 (42 anni, 13 giorni)                | 31 luglio 1993 Motril                  | Fabiola de Mora y Aragón nessun figlio                                                       | Figlio di Leopoldo III | 5 |
|         | Alberto II                              | 6 giugno 1934 Laeken      | 9 agosto 1993     | 21 luglio 2013 (abdicazione) (19 anni, 346 giorni) | Vivente                                | Paola Ruffo di Calabria due figli e una figlia                                               | Figlio di Leopoldo III / fratello di Baldovino | 6 |
|         | Filippo                                 | 15 aprile 1960 Laeken     | 21 luglio 2013    | in carica 21 luglio 2013                           | Vivente                                | Mathilde d'Udekem d'Acoz due figli e due figlie                                              | Figlio di Alberto II | 7 |